# Stowarzyszenie Miłośników Ziemi Krośnieńskiej

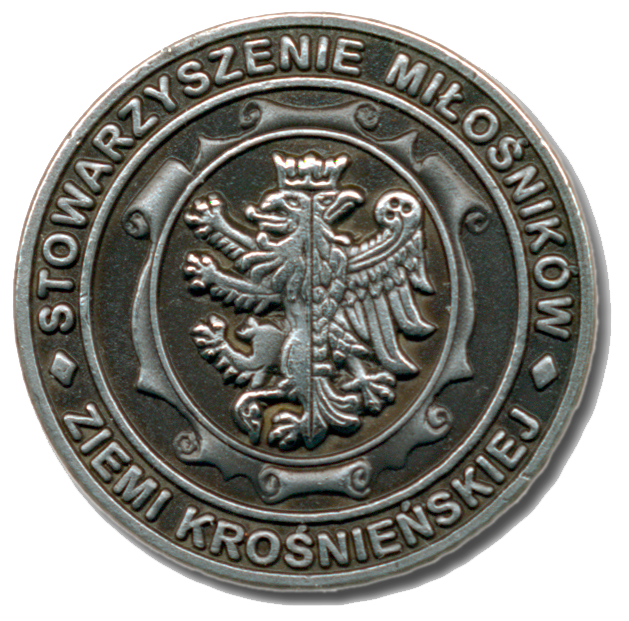
Znaczek organizacyjny Stowarzyszenia Miłośników Ziemi Krośnieńskiej (1998).
Proj. Stanisław Habrat z Krosna

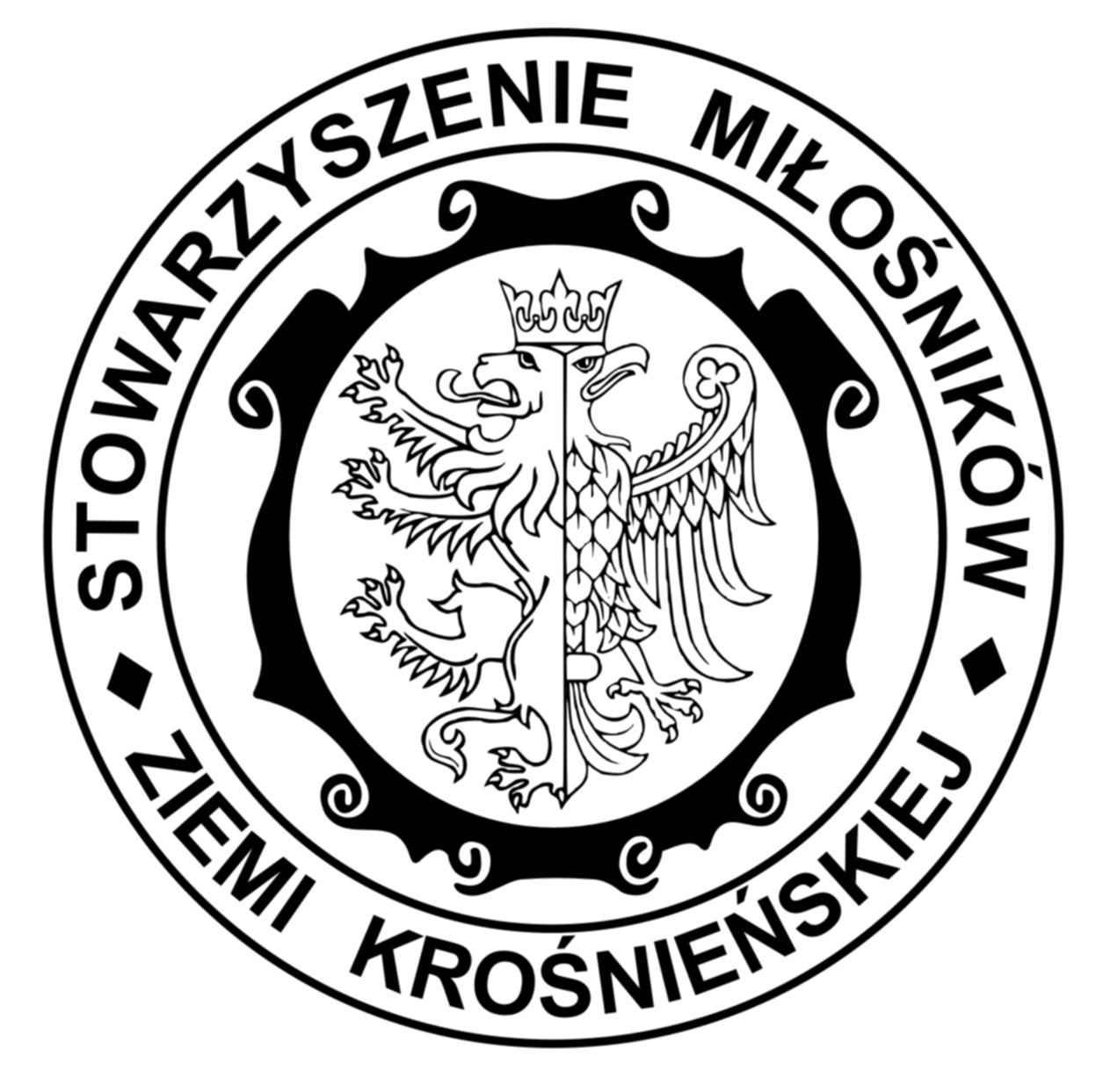
Grafika znaku organizacyjnego SMZK

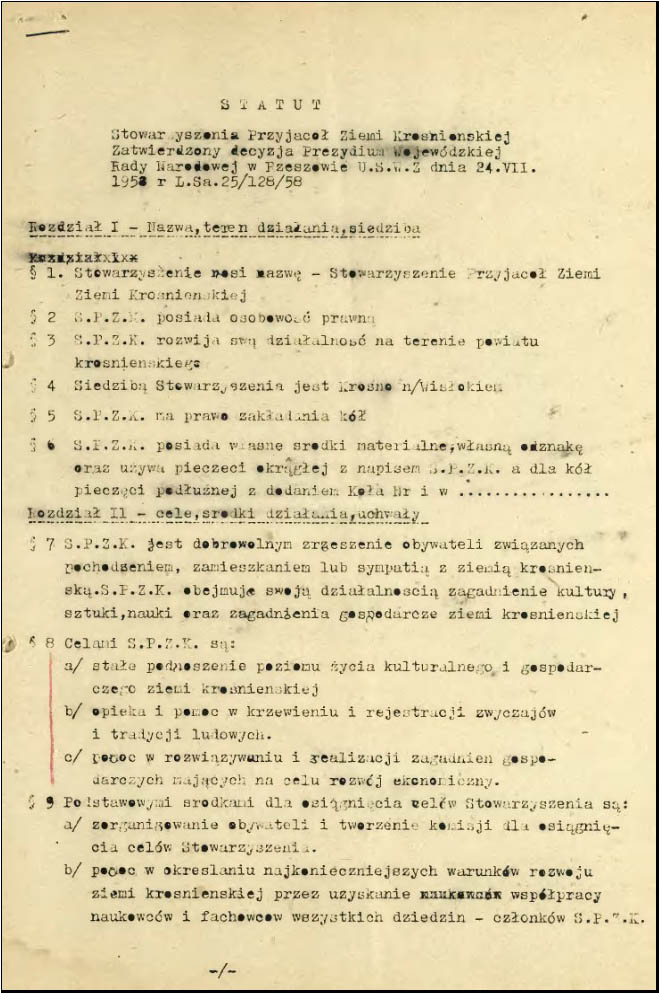
SMZK - pierwsza stronica pierwszego Statutu Stowarzyszenia, z roku 1958

Stowarzyszenie Miłośników Ziemi Krośnieńskiej – dobrowolne, samorządne i trwałe zrzeszenie o celach niezarobkowych, którego terenem działalności jest obszar Polski. Inicjatywa powołania organizacji wyszła w 1957 roku od Antoniego Lorensa, krośnieńskiego doktora medycyny i społecznika. 12 października 1957, w Krośnie, miało miejsce zebranie założycielskie, w trakcie którego przyjęto nazwę organizacji (Stowarzyszenie Przyjaciół Ziemi Krośnieńskiej), zredagowano i uchwalono Statut oraz wybrano dziesięcioosobowy zarząd. Wpis SPZK do rejestru stowarzyszeń, dający podstawę prawną do rozpoczęcia działalności, nastąpił 24 lipca 1958 roku. W 1973, na wniosek Zdzisława Łopatkiewicza – sekretarza ZG SPZK, zmieniono nazwę organizacji na Stowarzyszenie Miłośników Ziemi Krośnieńskiej (SMZK).

## Statutowe cele organizacji
- współdziałanie w podnoszeniu poziomu życia kulturalnego i gospodarczego ziemi krośnieńskiej,
- krzewienie w społeczeństwie właściwego stosunku do dziedzictwa dóbr kultury i uczestnictwa w ich ochronie,
- rozbudzanie wśród mieszkańców zainteresowania życiem, wyglądem oraz rozwojem Krosna i ziemi krośnieńskiej oraz pogłębianie przywiązania do niej,
- współdziałanie na rzecz ochrony zabytków miasta i ziemi krośnieńskiej.

## Struktura organizacyjna
Od początku lat siedemdziesiątych XX wieku Stowarzyszenie wykracza swoimi strukturami organizacyjnymi poza Krosno i region. W roku 1973 powstało Koło w Krakowie, w 1974 - w Warszawie. W roku 1990 zostały one przekształcone w Oddziały terenowe SMZK, z prawem zakładania Kół. W roku 1992 powstał Oddział SMZK we Wrocławiu, a w roku 2000 – Oddział w Lublinie. Obecnie, oddział macierzysty w Krośnie, wraz z oddziałami terenowymi Stowarzyszenia w Krakowie, Lublinie, Warszawie i Wrocławiu, skupia ok. 350 członków.

## Prezesi Zarządu Głównego Stowarzyszenia
- Stanisław Chrzanowski (1958-1959)
- Franciszek Kraus (1959-1983)
- Jan Krzanowski (1984)
- Adolf Marczak (1987-1997)
- Marian H. Terlecki (1999-2011)
- Wanda Belcik (2011-2017)
- Tadeusz Łopatkiewicz (2017-2025)

## Działalność
W toku sześćdziesięcioletniej działalności Stowarzyszenie podejmowało szereg inicjatyw o charakterze trwałym: licząca się działalność wydawnicza, badania i upowszechnianie wiedzy o regionie krośnieńskim i jego przeszłości, współdziałanie z różnymi organizacjami społecznymi i samorządowymi, placówkami kultury i oświaty. 
Dzięki staraniom Stowarzyszenia kilku ulicom krośnieńskim nadano imiona ludzi zasłużonych dla miasta, m.in.: Seweryna Bieszczada, Stanisława Bergmana, Andrzeja Lenika, Dionizego i Augusta Mazurkiewiczów. Pionierską inicjatywą Stowarzyszenia było oznaczenie wszystkich zabytków krośnieńskich tablicami z tekstami informacyjnymi. Stowarzyszenie czynne było w pracach około utworzenia Rezerwatu Przyrodniczego na Cergowej oraz powołania Muzeum Przemysłu Naftowego i Gazowniczego im. Ignacego Łukasiewicza w Bóbrce. 
Wśród ważkich działań Stowarzyszenia wymienić należy choćby: przekazanie do Muzeum Podkarpackiego w Krośnie cennych dokumentów królewskich wystawionych na rzecz miasta od XIV do XVIII wieku, inicjowanie fundowania tablic pamiątkowych (poświęconych: Marii Konopnickiej, Franciszkowi Pikowi – Mirandoli, Janowi Szczepanikowi, powstańcom styczniowym), krośnieńskiego pomnika Mikołaja Kopernika (według projektu członka Stowarzyszenia – art. malarza Stanisława Kochanka), starania podejmowane około ochrony i konserwacji Starego Cmentarza w Krośnie, ufundowania nowej płyty na grobie art. malarza Seweryna Bieszczada. Wiele uwagi Stowarzyszenie poświęca również zabytkom Krosna, Dukli, Żarnowca, ruinom zamku Kamieniec, zabudowie Iwonicza-Zdroju – gdzie w roku 1973 uratowano przed wyburzeniem niektóre cenne architektonicznie budynki zdrojowe. Inicjatywą Stowarzyszenia jest także hejnał miejski, grany w południe z wieży-dzwonnicy kościoła Św. Trójcy w Krośnie.
Istotne miejsce w pracach SMZK zajmuje działalność wydawnicza. Wśród publikacji najwięcej starań poświęca się wielotomowej serii wydawniczej „Krosno. Studia z dziejów miasta i regionu”. Dotychczas ukazało się sześć tomów Studiów: t. 1 - Kraków 1972, t. 2 - Kraków 1973, t. 3 - Rzeszów 1995, t. 4 - Krosno 2002; t. 5 - Krosno 2010, t. 6 – Krosno 2012, t. 7 – Krosno 2016, t. 8 – Krosno 2018, o łącznym nakładzie 18,1 tys. egz. Tom 1 serii doczekał się w roku 2011 reprintu.
Na zawartość ośmiu tomów Studiów krośnieńskich, liczących łącznie niemal 3,8 tys. stron, składają się 124 artykuły naukowe i popularnonaukowe 75. autorów, 911 ilustracji, ponadto mapy, wykresy oraz indeksy. Redaktorami naukowymi kolejnych tomów byli: prof. dr Józef Garbacik, prof. dr Stanisław Cynarski, zaś od t. 4 (2002) – prof. dr hab. Franciszek Leśniak, od t. 8 (2018) wspólnie z dr. Tadeuszem Łopatkiewiczem. 
Artykuły zamieszczone w Studiach krośnieńskich zawdzięczamy następującym autorom: Tomasz Babnis, Wanda Belcik, Artur Bęben, Antoni Bosak, Maria Brykowska, Stanisław Cynarski, Andrzej Daszkiewicz, Stanisław Dąbrowa-Kostka, Zbigniew Fałtynowicz, Stanisław Fryc, Adrianna Gajdziszewska, Józef Garbacik, Stanisław Gawęda, Tomasz Gąsowski, Tadeusz Gerlach, Zdzisław Gil, Ludwik Grzebień, Czesław Guzik, Irena Homola, Joanna Iwaniec, Rudolf Jamka, Marek Jakubus, Mariusz Kalandyk, Feliks Kiryk, Andrzej Kosiek, Henryk Kotarski, Tadeusz Kowalski, Maria Kozanecka, Franciszek Kraus, Leszek Kalikst Krupski, Adam Krzanowski, Janusz Kubit, Łukasz Kucharski, Józef Kusiba, Andrzej Laskowski, Czesław Leosz, Tomasz Leszczyński, Franciszek Leśniak, Anna Lubaś, Władysław Lubaś, Beata Łopatkiewicz, Piotr Łopatkiewicz, Tadeusz Łopatkiewicz, Zdzisław Łopatkiewicz, Tomasz Machowski, Adolf Marczak, Eugeniusz Michalczyk, Jarosław Moklak, Anna Muzyczuk, Daniel Krzysztof Nowak, Zbigniew Perzanowski, Krystyna Pieradzka, Grażyna Połuszejko, Stanisław Pomprowicz, Danuta Quirini-Popławska, Juliusz Ross, Barbara Sanocka, Wiesław Syrek, Stanisław Szafran, Kazimierz Szmyd, Marian H. Terlecki, Artur Timofiejew, Tadeusz Trytek, Zbigniew Wojas, Kazimierz Wojewoda, Zdzisław Wójcikiewicz, Jerzy Wyrozumski, Franciszek Zacny, Jerzy Zawistowski, Marian Zgórniak, Jerzy Zieliński, Aleksander Zyga, Kazimiera Żołna.
Z ważniejszych wydawnictw SMZK należy ponadto wymienić: 
- Józef Szmyd, Pieśni i tańce ludowe z okolic Krosna, Warszawa 1961
- praca zbiorowa, Ignacy Łukasiewicz - twórca polskiego przemysłu naftowego, Kraków 1973
- Beata Łopatkiewicz, Geneza i rozwój organizacyjny Towarzystwa Gimnastycznego „Sokół” w Krośnie (1892-1914), Krosno 1993
- Zdzisław Gil, Dwory i dworki z Krośnieńskiego, Krosno 1995
- Marian H. Terlecki, Udział Podkarpacia w Powstaniu Styczniowym, Krosno 1997
- Wanda Belcik, Regionaliści krośnieńscy, Krosno 2007
- Zbigniew Więcek, Krosno na starych pocztówkach i dokumentach, Krosno 2008
- Zbigniew Więcek, Krośnieńskie kościoły na starych pocztówkach i fotografiach, Krosno 2010
- Tadeusz Łopatkiewicz, Karykatury z teki Stanisława Kochanka. „Podkarpacie” 1970–1973, Krosno 2011
- Dariusz Kulig, Zbigniew Więcek, Katalog widokówek Krosna z lat 1949–1989, t. 1, Krosno 2013

Szczególne znaczenie w bieżącej działalności SMZK mają też sesje popularnonaukowe organizowane przez Stowarzyszenie. W latach sześćdziesiątych i siedemdziesiątych XX wieku zorganizowano ich kilka, głównie o charakterze rocznicowym, m.in. w setną rocznicę urodzin Franciszka Pika - Mirandoli (1971), w setną rocznicę urodzin Jana Szczepanika (1972), w dwusetną rocznicę utworzenia Komisji Edukacji Narodowej (1973). W kolejnych latach sesje poświęcano: wybitnym postaciom Krosna z przełomu XIX i XX w., drukarniom działającym w regionie krośnieńskim, Zamkowi Odrzykońskiemu w historii, literaturze i legendzie, historii Krosna do połowy XVII w., wynikom badań archeologicznych w Krośnie i okolicach, życiu i działalności Jana Nepomucena Gniewosza. W ostatnim okresie odbyły się sesje popularnonaukowe dedykowane kolejnym tematom: Akcja „Burza” Armii Krajowej na Podkarpaciu (2004), działalności Kazimierza Chłędowskiego (2005) oraz Wincentego Pola (2007), a także sesje naukowe oraz wystawy zorganizowane w 150. rocznicę wybuchu Powstania Styczniowego (2013)oraz 100. rocznicę odzyskania niepodległości (2018).
Ważną rolę w kulturalno-oświatowej oraz integrującej działalności SMZK odgrywają imprezy cykliczne: spotkania noworoczne, jesienne spotkania członków SMZK „Na rodzinnej ziemi”, coroczne Konkursy recytatorskie poezji Jana Zycha, wycieczki krajoznawcze po regionie, a także poza granice kraju (m.in. Wiedeń, Drezno, Praga, Ukraina, Litwa, Białoruś, Słowacja).
Szczególnie wyróżniający się członkowie Stowarzyszenia, w uznaniu zasług położonych w działalności bieżącej, nagradzani są przez Walne Zebranie Członków SMZK tytułem Członka Honorowego SMZK. Od roku 1987 wyróżniono w ten sposób 132. członków oddziału macierzystego i zamiejscowych.
Od lutego 2009 SMZK prowadzi własną witrynę internetową www.smzk.org